# Søllested
Søllested är en ort på ön Lolland i Danmark.   Den ligger i Lollands kommun och Region Själland, i den sydöstra delen av landet, 130 km sydväst om Köpenhamn. Søllested ligger 4 meter över havet och antalet invånare är 1 444. Närmaste större samhälle är Nakskov, 10 km väster om Søllested. Trakten runt Søllested består till största delen av jordbruksmark.
Søllested har en järnvägsstation på Lollandsbanen mellan Nykøbing Falster och Nakskov.